# La Colle (film)
Pour les articles homonymes, voir La Colle.
Pour plus de détails, voir Fiche technique et Distribution.
La Colle est un film français réalisé par Alexandre Castagnetti, sorti en 2017.

## Synopsis
Benjamin « Ben » Marcaillou (Arthur Mazet) est un lycéen qui est secrètement amoureux d'une autre élève, Leila (Karidja Touré). Malheureusement, personne ne fait réellement attention à lui, sauf Jean-Édouard (Issa Doumbia), son meilleur ami, qui est amoureux de Fraîcheur, la bimbo du lycée.
Un soir, Benjamin, qui fréquente en secret des sites pornographiques, décide de tester le jeu Akinator et souhaite que Leila et lui soient ensemble. Le lendemain, Benjamin se retrouve en colle un samedi après-midi pour deux heures. Il a été injustement accusé d'avoir tagué l'un des murs, alors qu'en réalité le vrai coupable est Greg, un élève syndicaliste.
Benjamin rencontre les autres collés, à savoir Fraîcheur, Greg, Crevette (un élève qui est malmené à cause de sa petite taille), Myriam (une fille garçon manqué), Mourad (une brute), Max (la vedette du lycée), et Dugon (Thomas VDB), un surveillant qui doit les gérer mais que personne ne respecte vraiment, notamment à cause de son nom. Leïla arrive à son tour. Elle a besoin d'un livre de mathématiques pour réviser, mais elle ne l'a pas. Benjamin la laisse s'asseoir à côté de lui.
Chaque fois que Benjamin s'éloigne de Leïla plus de trois minutes, il est bloqué dans une boucle temporelle et la colle recommence.
Au début, Benjamin tente de sortir le plus vite possible de cette colle. Il en profite pour faire n'importe quoi, jusqu'au moment où il se retrouve à l'infirmerie à la suite d'un accident. Là, il apprend que l'infirmière, qu'il pensait être arrivée dans le service, est en fait la même mais qu'un vœu lui a rendu son apparence (plus ou moins).
Benjamin se rend compte que, même s'il retourne en colle à chaque fois, ses souvenirs restent intacts et qu'il conserve tous les objets qu'il avait sur lui auparavant (comme un mouchoir imbibé de sang). Il en profite pour tenter de séduire Leïla, mais chacune de ses tentatives s'avère infructueuse et se solde par un échec, jusqu'à ce qu'il attire l'attention de la jeune fille avec une bande dessinée qui ressemble beaucoup à ses mésaventures. Leïla lui dit qu'il s'en sort bien, mais qu'il devrait davantage approfondir la psychologie des personnages secondaires.
Dès lors, Benjamin décide de demander à chacun pourquoi il se retrouve en colle. Fraîcheur a frappé un professeur qui a tenté de porter atteinte à son intégrité physique. Myriam se rend en colle pour respecter sa mère, à qui elle a promis de ne jamais rater une occasion d'aller à l'école. Mourad préfère venir passer son samedi en colle afin d'échapper à son quotidien. Greg a des parents aux valeurs aux antipodes aux siennes. Crevette se sent rejeté. Leïla révise son bac afin d'échapper à la pression familiale car son père est au chômage. L'infirmière apprend également à Benjamin que Dugon était un élève traumatisé au lycée et que ses relations avec sa femme sont houleuses.
Alors que Benjamin veut montrer sa BD à Leïla, Max intervient et jette les planches par la fenêtre. Désespéré à l'idée de ne jamais pouvoir réussir, Benjamin est surpris quand Leïla l'aide à ramasser les feuilles sous la pluie. Il conseille alors aux autres de cesser de jouer les personnages qu'ils incarnent et d'être eux-mêmes.
Lorsque la colle se termine enfin, Jean-Édouard retrouve Benjamin la semaine suivante. La situation a évolué. Benjamin est en couple avec Leïla. Fraîcheur est devenue plus discrète. Myriam est plus féminine et sort avec Greg. Max assume sa passion pour la danse classique. Mourad et Crevette ont commencé une amitié. Dugon se montre désormais plus attentionné envers sa femme.

## Fiche technique
- Titre original : La Colle
- Réalisation : Alexandre Castagnetti
- Scénario et dialogues : Christophe Turpin
- Montage : Olivier Michaut-Alchourroun
- Décors : François Emmanuelli
- Costumes : Zab Ntakabanyura
- Son : Olivier Struye, Matthieu Michaux, Fabien Devillers
- Photographie : Vincent Gallot
- Production : Mathias Rubin, Éric Juherian, Jérémie Vitard, Stephane Quester
- Sociétés de production : Neuf Janvier Productions, Récifilms et Nexus Factory
- SOFICA : Cinémage 11, Indéfilms 5, Palatine Etoile 14
- Société de distribution : Universal Pictures ( France) et Other Angle Pictures (ventes internationales)
- Pays d'origine :  France
- Langue originale : français
- Genre : comédie
- Durée : 91 minutes
- Format : couleur
- Dates de sortie : 
  - France : 19 juillet 2017

## Distribution
- Arthur Mazet : Benjamin « Ben » Marcaillou
- Karidja Touré : Leila
- Thomas VDB : monsieur Dugon
- Issa Doumbia : Jean-Édouard « Jean-Ed »
- Sonia Rolland : l'infirmière scolaire
- Gregoire Montana : Greg
- Alexandre Achdjian : Max
- Noémie Chicheportiche : Myriam
- Najaa Bensaid : Fraîcheur
- Oussama Kheddam : Mourad
- Noé Ntumba : Crevette
- Fred Tousch : Thierry, le concierge
- Jana Bittnerova : la femme de ménage
- Noé Chardome : Carlos
- Olivier Massart : le professeur d'histoire-géographie
- Bruno Georis : le proviseur
- Valérie Bauchau : la mère de Benjamin
- Erico Salamone : le père de Benjamin
- Bertrand Castagnetti : Étienne

## Production

### Lieux de tournage
- Collège Saint-Michel (Bruxelles)
- Lycée Royal (Braine-l'Alleud)

## Musique
- How Gee par Black Machine.
- Burn It Out de Leon Young (d).
- Ante Up (en) par MOP.
- Lost on You par LP.

## Analyse